# Mehdi Benatia
Mehdi Benatia (en árabe: المهدي بنعطية‎, Courcouronnes, Distrito de Évry, Francia, 17 de abril de 1987) es un exfutbolista franco-marroquí que jugaba de defensa.

## Trayectoria
Se formó en las categorías inferiores del Olympique de Marsella, pero tuvo que irse cedido a otros equipos para jugar los minutos que no le ofrecían en su club.
El 3 de febrero de 2010, el Udinese Calcio contrató a Benatia desde el Clermont de la Tercera División francesa. Eso sí, se unió recién al club de Dacia Arena en el verano siguiente. Con su nuevo club debutó oficialmente el 16 de agosto de 2011, en el encuentro de play-offs de la Liga de Campeones de la UEFA contra el Arsenal Football Club en el que jugó los 90 minutos.
En la Serie A marcó su primer gol el 2 de octubre de 2011, frente al Bologna, al que derrotaron por 2-0. Tras esto marcó su primer gol en la Liga Europa, en un partido de la fase de grupos frente al Atlético de Madrid. Esa misma temporada, el Udinese fue una de las revelaciones del Calcio y terminó en la tercera posición de la Serie A.
Tras tres años en el Udinese, el 13 de junio de 2013, la Roma pagó trece millones y medio de euros por el pase de Benatia. Con este equipo logró el subcampeonato de la Serie A, jugando 33 partidos y marcando 5 goles en una de las mejores defensas del campeonato. Además, fue elegido mejor jugador de su equipo en aquella temporada por los aficionados.
Eso hizo que surgieran rumores de un posible traspaso, opción que se descartó por el club, que lo consideraba pieza clave. El 26 de agosto de 2014, el Bayern de Múnich anunció su contratación por 5 temporadas y 26 millones de euros. Benatia no pudo consolidarse como titular del conjunto bávaro debido a las lesiones, pero sí logró inaugurar su palmarés, ganando dos Bundesligas y una Copa de Alemania.
El 15 de julio de 2016 la Juventus de Turín confirmó su fichaje como cedido con una compra obligatoria el próximo año.
Dadas sus actuaciones con la Juve, donde era uno de los suplentes más utilizados por el entrenador a pesar de sus lesiones, el 12 de mayo de 2017 se hizo válida su opción de compra por 17 millones y firmó un contrato hasta junio de 2020.
En julio de 2021, tras pasar por el fútbol catarí, firmó con el Fatih Karagümrük S. K. turco. Ese sería su último equipo, ya que el 9 de diciembre de ese mismo año anunció su retirada.

## Selección nacional
Fue internacional con la selección de fútbol de Marruecos en 64 ocasiones y marcó 2 goles. Debutó el 19 de noviembre de 2008, en un encuentro amistoso ante la selección de Zambia que finalizó con marcador de 3-0 a favor de los marroquíes.

### Participaciones en Copas del Mundo
| Copa                           | Sede  | Resultado    |
| ------------------------------ | ----- | ------------ |
| Copa Mundial de Fútbol de 2018 | Rusia | Primera fase |

### Participaciones en Copas Africana de Naciones
| Copa                           | Sede                      | Resultado        |
| ------------------------------ | ------------------------- | ---------------- |
| Copa Africana de Naciones 2012 | Gabón y Guinea Ecuatorial | Primera fase     |
| Copa Africana de Naciones 2013 | Sudáfrica                 | Primera fase     |
| Copa Africana de Naciones 2017 | Gabón                     | Cuartos de final |
| Copa Africana de Naciones 2019 | Egipto                    | Octavos de final |

## Clubes
| Club                     | País     | Año       |
| ------------------------ | -------- | --------- |
| Olympique de Marsella II | Francia  | 2004-2006 |
| Tours F. C.              | Francia  | 2006-2007 |
| F. C. Lorient            | Francia  | 2007-2008 |
| Clermont F. A.           | Francia  | 2008-2010 |
| Udinese Calcio           | Italia   | 2010-2013 |
| A. S. Roma               | Italia   | 2013-2014 |
| Bayern de Múnich         | Alemania | 2014-2016 |
| Juventus F. C.           | Italia   | 2016-2019 |
| Al-Duhail S. C.          | Catar    | 2019-2021 |
| Fatih Karagümrük S. K.   | Turquía  | 2021      |

## Palmarés

### Títulos nacionales
| Título                  | Club             | País     | Año     |
| ----------------------- | ---------------- | -------- | ------- |
| Bundesliga              | Bayern de Múnich | Alemania | 2014-15 |
| Bundesliga              | Bayern de Múnich | Alemania | 2015-16 |
| Copa de Alemania        | Bayern de Múnich | Alemania | 2015-16 |
| Copa Italia             | Juventus F. C.   | Italia   | 2016-17 |
| Serie A                 | Juventus F. C.   | Italia   | 2016-17 |
| Copa Italia             | Juventus F. C.   | Italia   | 2017-18 |
| Serie A                 | Juventus F. C.   | Italia   | 2017-18 |
| Supercopa de Italia     | Juventus F. C.   | Italia   | 2018    |
| Serie A                 | Juventus F. C.   | Italia   | 2018-19 |
| Copa del Emir de Catar  | Al-Duhail S. C.  | Catar    | 2019-20 |
| Liga de fútbol de Catar | Al-Duhail S. C.  | Catar    | 2019-20 |

### Distinciones individuales
| Distinción                                    | Año                    |
| --------------------------------------------- | ---------------------- |
| Mejor defensor de la Serie A                  | 2013-14                |
| Equipo del Año de la European Sports Magazine | 2013-14                |
| Equipo del Año en la Serie A                  | 2013-14                |
| Jugador de la temporada de la A. S. Roma      | 2013-14                |
| Once ideal de la CAF                          | 2013, 2014, 2015, 2018 |

## Vida personal
Mehdi Benatia es hijo de padre marroquí y de madre argelina. Está casado con una mujer llamada Cécile. La pareja tiene dos hijas (Lina y Alya) y dos hijos (Kays y Naïl).